# Carlo Verdone
Carlo Verdone (n. 17 noiembrie 1950, Roma, Italia) este un regizor și actor italian, de două ori câștigător al David di Donatello pentru cel mai bun actor principal (1982, 1992).